# Třída Hydra (1889)
Třída Hydra byla třída bitevních lodí řeckého námořnictva. Celkem byly postaveny tři jednotky této třídy. Ve službě byly v letech 1891–1919. Poté byly využívány jako pomocná plavidla a hulky. Všechny byly vyřazeny.

## Stavba
Celkem byly postaveny tři jednotky této třídy. Jejich stavba byla objednána roku 1885 ve Francii. Byla součástí modernizace námořnictva za vlády premiéra Charilaose Trikoupise. První dvě postavila loděnice Société Nouvelle des Forges et Chantiers de la Méditerranée v Graville (později součást Le Havre) a poslední loděnice Ateliers et Chantiers de Saint-Nazaire Penhoët v Saint-Nazaire. Do služby byly přijaty v letech 1891–1892.
Jednotky třídy Hydra:
| Jméno   | Loděnice | Zahájení stavby | Spuštění na vodu | Zařazena do služby | Status                                                         |
| ------- | -------- | --------------- | ---------------- | ------------------ | -------------------------------------------------------------- |
| Hydra   | Graville | 1887            | 15. května 1889  | 1892               | Vyškrtnuta 1919. Dělostřelecká cvičná loď 1922, do šrotu 1929. |
| Spetsai | Graville | 1887            | 26. října 1889   | 1892               | Vyškrtnuta 1919. Cvičná loď 1922, do šrotu 1929.               |
| Psara   | Penhoët  | 1887            | 20. února 1890   | 1891               | Vyškrtnuta 1919. Cvičná loď, do šrotu 1932.                    |

## Konstrukce

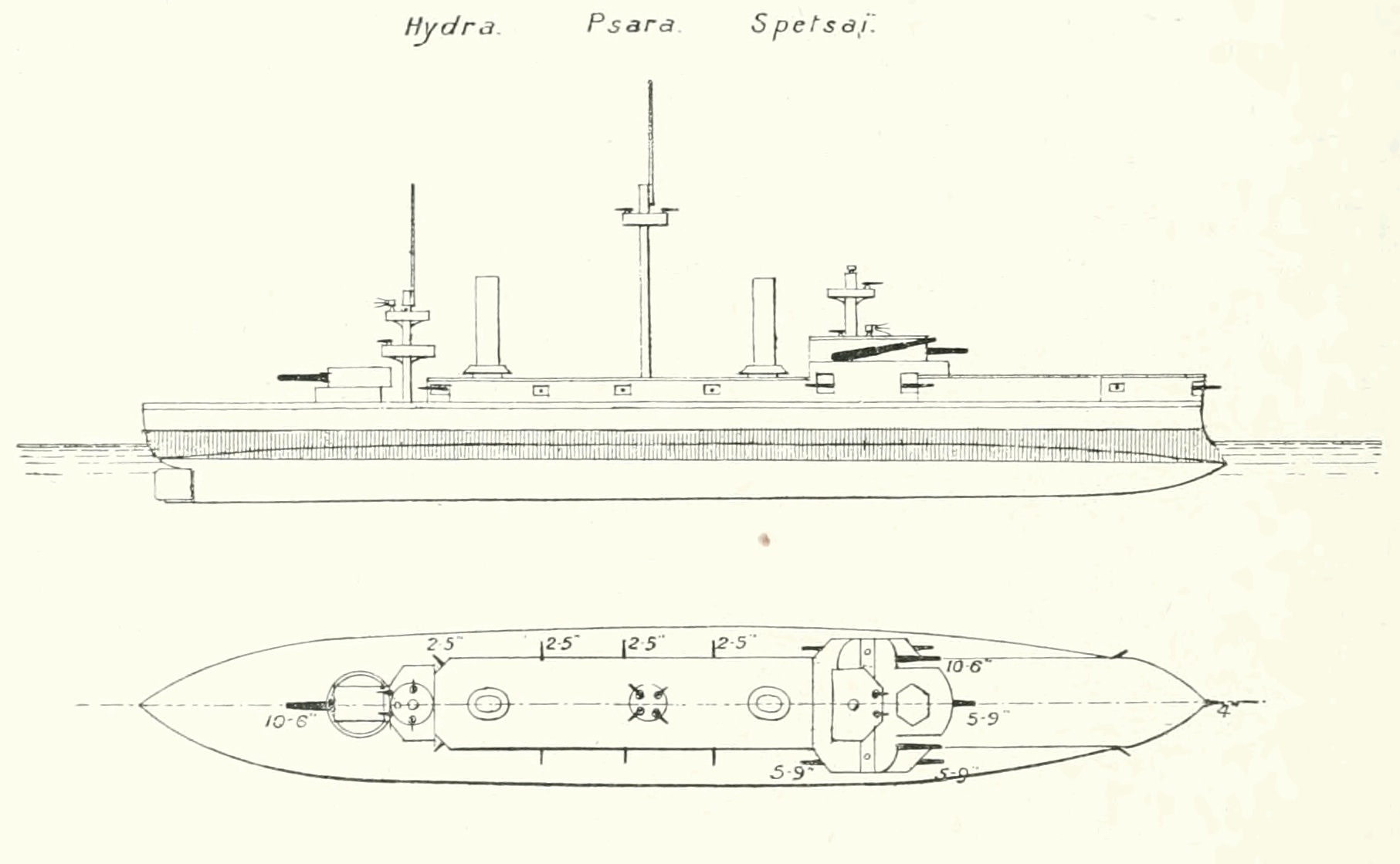
Základní uspořádání třídy

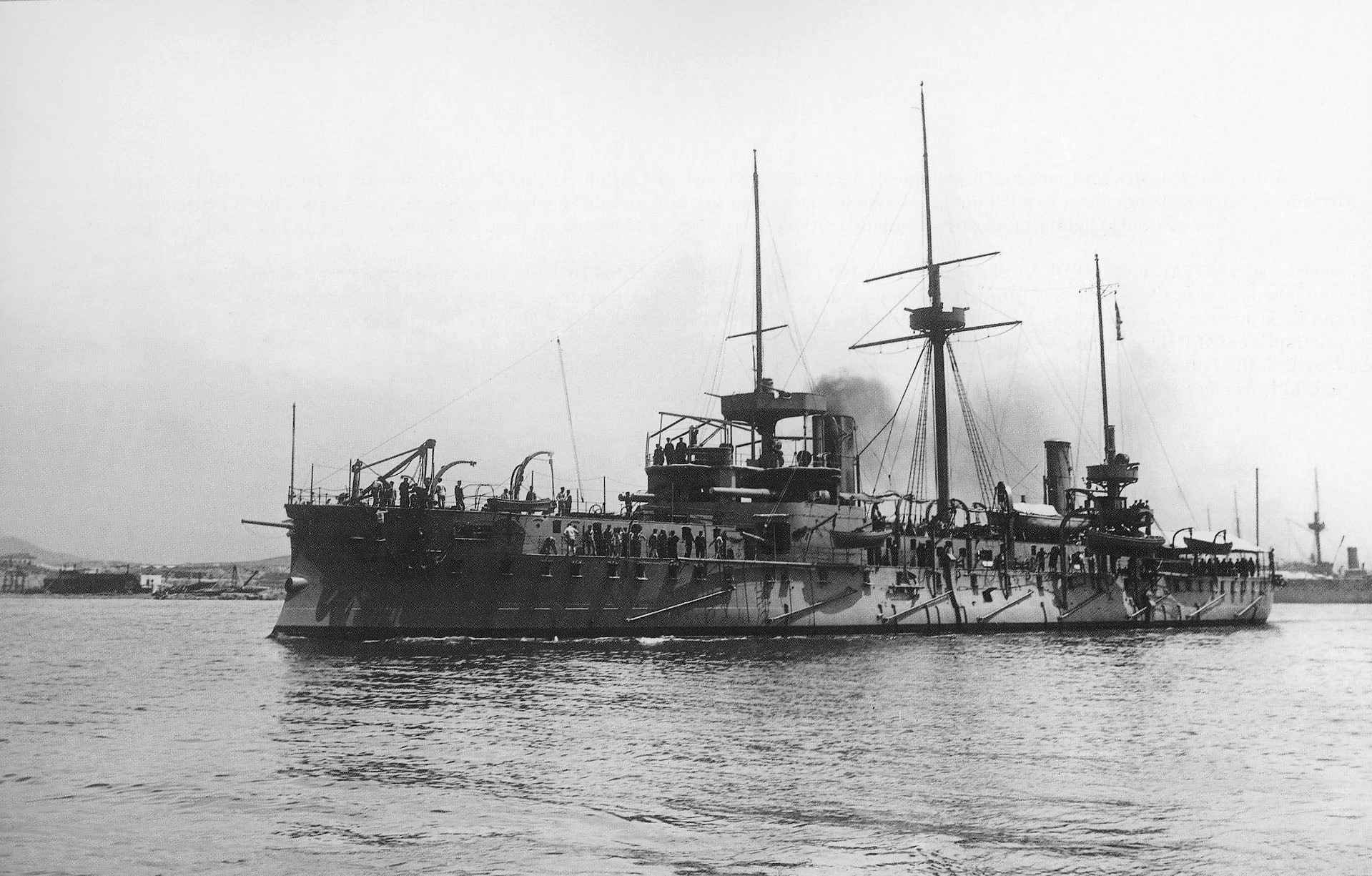
Psara

Hlavní výzbroj představovaly dva 274mm/34 kanóny Canet M1884 a jeden 274mm/28 kanón Canet M1881. Dva 274mm kanóny se nacházely v barbetách po stranách přední nástavby a směřovaly kupředu, přičemž třetí 274mm kanón se nacházel v dělové věži na zádi. Sekundární výzbrojí bylo pět 150mm/34 kanónů M1887, které byly soustředěny do kasematy v přední části nástavby. Barbeta s hlavními děly byla výše. Lehkou výzbroj tvořily čtyři 90mm/22 kanóny Canet M1881, čtyři 47mm/40 kanóny Hotchkiss, čtyři 37mm/20 kanóny Hotchkiss, šest pětihlavňových 37mm/17 kanónů Hotchkiss a tři 356mm torpédomety (dva na bocích a třetí v přídi). Pohonný systém tvořily čtyři cylindrické kotle a dva parní stroje o výkonu 6700 hp. Lodní šrouby byly dva. Nejvyšší rychlost dosahovala 17 uzlů.

## Služba
Všechna tři plavidla obvykle operovala společně. Omezeně byla nasazena za Řecko-turecké války roku 1897. V devadesátých letech 19. století a v následující dekádě byla částečně modernizována jejich výzbroj. Roku 1913 se účastnily První balkánské války, zejména vítězných bitev u Elii a Lemnosu. V obou střetnutích však dominoval mnohem rychlejší řecký pancéřový křižník Georgios Averof, který je zejména u Lemnosu nechal daleko zasebou, takže do bitvy nezasáhly. Roku 1919 byly všechny tři jednotky třídy Hydra vyřazeny. Následně byly využívány jako pomocná plavidla.